# NGC 6332
NGC 6332 é uma galáxia espiral (Sa) localizada na direcção da constelação de Hercules. Possui uma declinação de +43° 39' 37" e uma ascensão recta de 17 horas, 15 minutos e 02,7 segundos.
A galáxia NGC 6332 foi descoberta em 11 de Julho de 1876 por Édouard Jean-Marie Stephan.